# Tyran des savanes
Tyrannus savana
Espèce
Statut de conservation UICN

 LC  : Préoccupation mineure
Le Tyran des savanes (Tyrannus savana) est une espèce de passereaux appartenant à la famille des Tyrannidae.

## Description

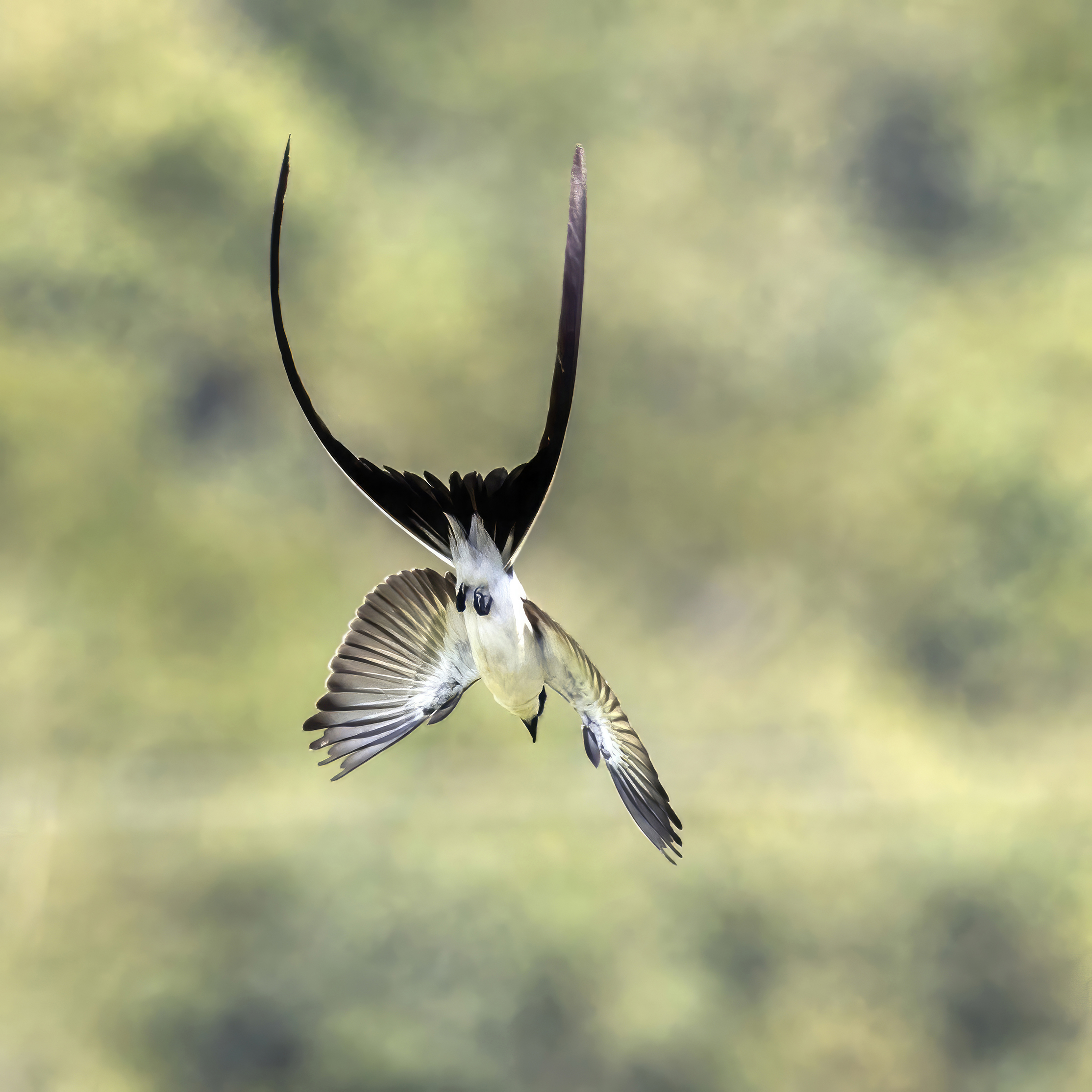
Tyran des savanes mâle en vol dans le district de Cayo à Belize.

Le tyran des savanes a la pointe des 8e et 9e  rémiges primaires étroite tandis que la 7e est légèrement sinuée vers l'extrémité. Les côtés de la tête et la calotte sont noirs avec en son centre une large tache dissimulée orange-rouge. La nuque jusqu'au croupion est ardoise noirâtre à ardoise, avec ce dernier conclut de blanc.
Les plumes du haut de la queue sont noires ainsi que la queue dont les rectrices sont terminées de blanc, l'ensemble des plumes est bordé de blanc. Les ailes sont sombres avec la couverture et les secondaires achevées de blanc ou de gris pâle. Le bas du cou et le haut de la poitrine est gris pâle. Le dessous est blanc et le dessous des ailes est gris clair avec les extrémités blanches.

## Répartition
Il se rencontre à Antigua-et-Barbuda (de passage), en Argentine (à l'exception de l'ouest et du sud), à Aruba, à la Barbade (de passage), au centre du Belize, aux Bermudes (de passage), au nord-est de la Bolivie, à Bonaire, au Brésil (à l'exception de l'extrémité du nord-est), au Canada (de passage), aux îles Caïmans, au Chili, en Colombie (à l'exception du sud), au Costa Rica, à Cuba (de passage), à Curaçao, en Dominique (de passage), à l'est de l'Équateur, aux États-Unis (de passage), à Grenade (de passage), au centre et au sud-est du Guatemala, au Guyana, en Guyane, à l'ouest du Honduras (présence isolée à l'est), en Jamaïque (de passage), aux îles Malouines (de passage), au Mexique (état de Veracruz, de Tabasco et présence isolée au Chiapas), à Montserrat (de passage), au nord-est du Nicaragua, au nord et sur la côte ouest du Panama, au Paraguay, au nord-est du Pérou, à Saba, à Saint-Eustache, à Saint-Martin (de passage dans la partie française), à Saint-Kitts-et-Nevis (de passage), à Saint-Pierre-et-Miquelon (de passage), à Saint-Vincent-et-les-Grenadines (de passage), à Sainte-Lucie (de passage), au Surinam, à Trinité-et-Tobago, en Uruguay et au Venezuela.

## Habitat
L'espèce fréquente les territoires ouverts, plus particulièrement la savane, les régions cultivées et les zones boisées de manière éparse. On le trouve moins fréquemment dans les broussailles.

## Nidification
L'espèce pond des œufs blanc crème tachés et tachetés de gris lavande et brun rougeâtre.

## Reproduction
Le tyran des savanes niche du sud-est du Mexique au sud et au centre du Panama et en Amérique du sud du nord au centre de la Colombie, du nord du Venezuela et du centre du Brésil au sud et centre de l'Argentine et en Uruguay.

## Sous-espèces
D'après la classification de référence (version 7.2, 2017) du Congrès ornithologique international, cette espèce est constituée des quatre sous-espèces suivantes (ordre phylogénique) : 
- Tyrannus savana monachus Hartlaub, 1844 ;
- Tyrannus savana sanctaemartae (JT Zimmer), 1937 ;
- Tyrannus savana circumdatus (JT Zimmer), 1937 ;
- Tyrannus savana savana Daudin, 1802.